# Tricatel
Pour la marque fictive, voir Liste de marques fictives.
Tricatel est un label indépendant français créé par Bertrand Burgalat en 1995. Outre les productions de son fondateur, le label a publié des artistes tels que Valérie Lemercier, April March, Michel Houellebecq, A.S. Dragon, Helena Noguerra, David Whitaker, The High Llamas, André Popp, Chassol, Les Shades ou encore le collectif Catastrophe. Le label tire son nom de l'industriel fictif Jacques Tricatel, PDG d'une chaîne de restauration de nourriture industrielle dans le film de Claude Zidi, L'Aile ou la Cuisse (1976). En 2015 le label fête ses vingt années d'existence et publie une compilation baptisée RSVP.

## Artistes du label
- A.S Dragon
- Allegra
- André Popp
- April March
- Bertrand Burgalat
- Catastrophe
- Chassol
- Count Indigo
- David Whitaker
- DJ Me Dj You
- Donna Regina
- Eggstone
- Étienne Charry
- Héléna Noguerra
- Ingrid Caven
- Jef Barbara
- Jonathan Coe
- La Classe
- Ladytron
- Laure Briard
- Les Shades
- Louis Philippe
- Major Deluxe
- Michel Houellebecq
- Showgirls
- The High Llamas
- Valérie Lemercier
- Winney

## Annexe